# Peter und Paul (Fernsehserie)/Episodenliste
Diese Episodenliste enthält alle Episoden der deutschen Fernsehserie Peter und Paul, sortiert nach der Erstausstrahlung. Die Fernsehserie umfasst 14 Episoden in 2 Staffeln.

## Überblick
| Staffel | Episodenanzahl | Erstausstrahlung | Erstausstrahlung |
| Staffel | Episodenanzahl | Staffelpremiere  | Staffelfinale    |
| ------- | -------------- | ---------------- | ---------------- |
| 1       | 10             | 11. April 1994   | 20. Juni 1994    |
| 2       | 4              | 8. April 1998    | 29. April 1998   |

## Staffel 1
| Episode | Titel                   | Erstausstrahlung |
| ------- | ----------------------- | ---------------- |
| 1       | In Gottes Namen         | 11. April 1994   |
| 2       | Alles geklärt           | 18. April 1994   |
| 3       | Tracht und Niedertracht | 18. April 1994   |
| 4       | Jedermann und Winnetou  | 2. Mai 1994      |
| 5       | Patrona Bavariae        | 9. Mai 1994      |
| 6       | Ja mei...               | 16. Mai 1994     |
| 7       | Die Fahnenweihe         | 30. Mai 1994     |
| 8       | Maria Hilf!             | 6. Juni 1994     |
| 9       | Brüder der Sonne        | 13. Juni 1994    |
| 10      | Landadel                | 20. Juni 1994    |

## Staffel 2
| Episode | Titel              | Erstausstrahlung |
| ------- | ------------------ | ---------------- |
| 11      | Liebeskummer       | 8. April 1998    |
| 12      | Galgenvögel        | 15. April 1998   |
| 13      | Sabine             | 22. April 1998   |
| 14      | Treu & Redlichkeit | 29. April 1998   |